# Girkalnis
Girkalnis ist ein „Städtchen“ (litauisch miestelis) mit 877 Einwohnern (2011) in der Rajongemeinde Raseiniai, Bezirk Kaunas in Litauen. Es liegt südlich der  Fernstraße  E85 Kaunas–Klaipėda, 9 km nordwestlich von Raseiniai. Es ist das Zentrum des Amtsbezirks Girkalnis. Die katholische St.-Georgs-Kirche wurde von 1990 bis 1991 erbaut. Es gibt die Hauptschule Girkalnio pagrindinė mokykla, eine Bibliothek und ein Postamt (LT-60028).

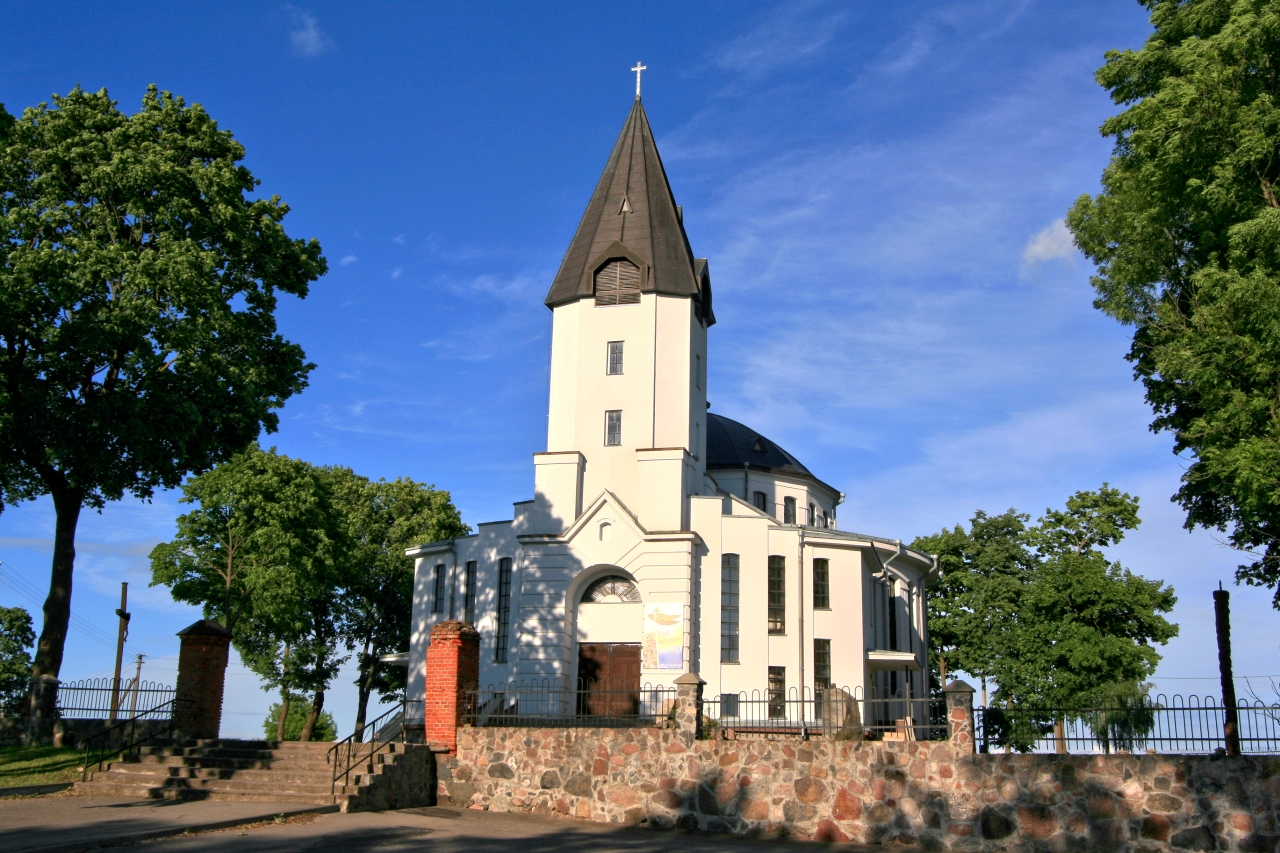
St.-Georgs-Kirche
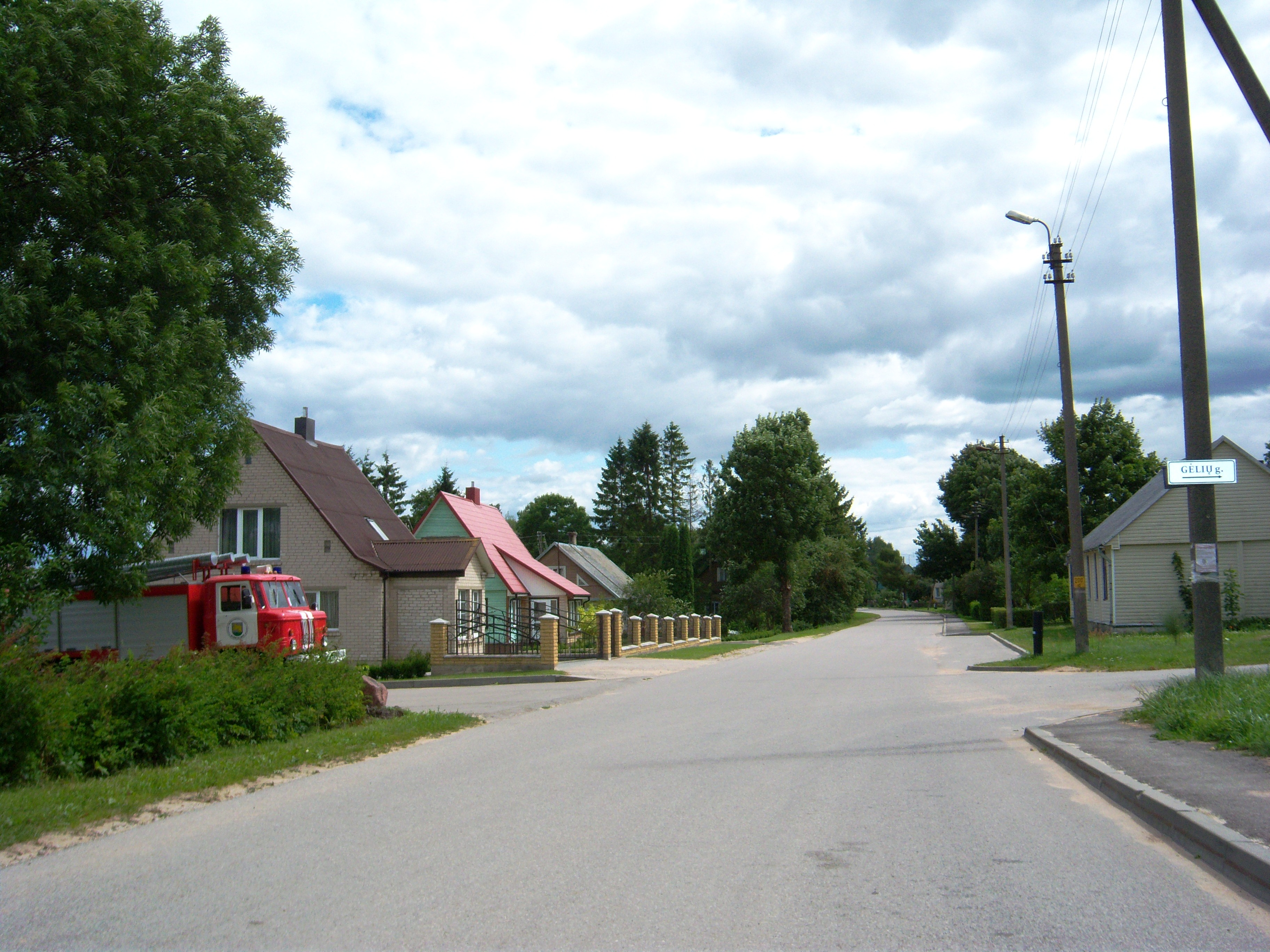
Straßenbild

## Söhne und Töchter des Städtchens
- Romualda Hofertienė (1941–2017), konservative Politikerin